# Alberto Tafuri
Alberto Tafuri Lupinacci (Torino, 1º dicembre 1963) è un pianista e compositore italiano.

## Biografia

### Carriera
Dal 1990 inizia una lunga serie di collaborazioni con alcuni tra i più importanti artisti italiani in qualità di arrangiatore, tastierista (Fabrizio De André, Jovanotti, Enrico Ruggeri, Elio e le Storie Tese, Steve Jansen, Stewart Copeland dei Police, Eugenio Finardi, Fiorella Mannoia, Antonella Ruggiero, Robert Palmer), e produttore (Max Pezzali 883, Alice, Nevruz, Chiara Galiazzo, Aba, Giosada, Davide Shorty). Nel 2007, con Adesiva Discografica, pubblica il suo primo lavoro da solista, 'Persi e Ritrovati'. Nel 2010 affianca Elio delle Storie Tese, nel talent show X Factor 4, 5, 6, 7 e 9, portando Giosada e Nathalie alla vittoria, e Nevruz, i Moderni, Cixi, Aba e Davide sul podio della finale.
Progetti e collaborazioni recenti: produttore, arrangiatore e coautore nell'ep del vincitore di xfactor 9 Giosada. Produttore, arrangiatore nell'ep di Davide Shorty 'My soul trigger'. Pubblica nel 2012 il cd di debutto del trio elettrico-jazz Jimmytwotimes, con Mauro Negri ed Enzo Zirilli per RadioSNJ Jazz, suonando in vari festival Jazz in Italia. Produttore e arrangiatore, con Carlo Ubaldo Rossi, il cd della vincitrice di X Factor 6, Chiara, Un posto nel mondo - Sony Music. Arrangiatore e pianista nel cd di debutto di R. Papaleo. Concerto del Primo Maggio a Roma con l'Orchestra Rock di Vittorio Cosma, Direzione artistica dello spettacolo 'Un posto nel mondo TOUR 2013-14', Nel 2015, dopo aver presentato a Piano City 2015 un omaggio al pianoforte solo alla musica di Pino Daniele, partecipa ad un minitour con i Thieves 4tet, insieme al leggendario Mike Mainieri degli Steps Ahead. Nell’estate 2018 svolge il ruolo di direttore artistico al Messapia Jazz Festival 2018. Viene invitato poi ad esibirsi al piano solo in alcuni importanti festival jazz quali: Pianocity Palermo 2017, JazzMi 2018, Pianocity Milano 2015, 2017 e 2018, Pianocity 2022, Naturalmente Pianoforte 2018, Jazzvisions 2019 e JazzRe:Found 2019, qui in duo con Davide "Boosta" Di Leo dei Subsonica. Attualmente sta lavorando ad un secondo album da solista, al pianoforte. Nel 2020 produce ed arrangia quattordici brani del compositore russo Oleg Tumanov, che verranno pubblicate nel 2022 col titolo 'The Italian affair'.
Nel gennaio 2022 riprende l'attività live con Elio nel tour 'Ci vuole orecchio-Elio canta Jannacci, 'e dal 2024 nel tour 'Quando Un Musicista Ride'. A febbraio pubblica il suo ultimo lavoro 'Adagietto-(composizioni per musica elettronica moderna e pianoforte solo)', per l'etichetta Auditoria, un lavoro in cui si alternano performance al solo piano e composizioni di musica elettronica moderna. Da maggio 2025 sempre con Elio, questa volta in duo, nello spettacolo ‘La rivalutazione della tristezza’.

## Progetti jazz
Solista:
Adagietto - Auditoria
Persi e ritrovati - Adesiva Discografica
Co-leader: 
Animalunga-Il mio posto nel mondo - DDE Records
Band leader: 
'Jimmytwotimes' -RadioSNJ Jazz
Sideman: 
The Thieves: Play the music of the Police -RadioSNJ Jazz
The Thieves: Caught in the act
M.A.P. : 
Ballads -RadioSNJ Jazz
Monday Orchestra: Never Alone- The Music of Michael Brecker

## Discografia e progetti live
- Enrico Ruggeri – Peter Pan (1991)
- Luigi Schiavone – La spina nel fianco (1991)
- Luigi Schiavone – Animale (1993)
- Enrico Ruggeri – La giostra della memoria (1993)
- Eugenio Finardi – Acustica (1993)
- Enrico Ruggeri – Oggetti smarriti (1994)
- Fabrizio De André – Anime salve (1996)
- Enrico Ruggeri – Fango e stelle (1996)
- Jovanotti – Lorenzo 1997 - L'albero (1997)
- Saturnino Celani – SaTOURnino (1997)
- 883 – La dura legge del gol! (1997)
- 883 – Gli anni (1998)
- Fiorella Mannoia – Belle speranze (1998)
- Alessandro Bertozzi – Big city dreamer (1998)
- 883 – Grazie mille (1999)
- Alice – God Is My DJ (1999)
- Alice – Personal Juke Box (2000)
- Pacifico – Pacifico (2001)
- 883 – Uno in più (2001)
- Robert Palmer – Drive (2001, non accreditato)
- Malabana, (2002, colonne sonore film)
- 883 – Love/Life (2002)
- Syria – Le mie favole (2002)
- Alice – Viaggio in Italia (2003)
- Antonella Ruggiero – Sacrarmonia Live (2004)
- Pacifico – Musica leggera (2004)
- Pacifico – Dolci frutti tropicali (2006)
- Animalunga – Il mio posto nel mondo (2007)
- Steve Jansen – Slope (2008)
- Alberto Tafuri - Persi e ritrovati (2009)
- JimmyTwoTimes – JimmyTwoTimes (2009)
- The Thieves – Play the music of the police (2009)
- Alice - Lungo la strada (2009)
- Alice - Samsara (2012)
- Rocco Papaleo - La mia parte imperfetta (2012)
- Chiara Galiazzo - Un posto nel mondo (2013)
- Aba (Chiara Gallana) - Indifesa (2013)
- Giosada (2015)
- Davide Shorty - My soul trigger (2015)
- Oleg Tumanov Archiviato il 5 febbraio 2022 in Internet Archive. - Italian Affair (2020)
- Elio - tour 'Ci vuole orecchio-Elio canta Jannacci (2022)